# 160105 Gobi
160105 Gobi este o planetă minoră (asteroid) din centura de asteroizi. A fost descoperită pe 26 septembrie 2000 la Colleverde⁠(d) de Vincenzo Silvano Casulli⁠(d). 
Obiectul prezintă o orbită caracterizată de o semiaxă mare de 2,2935265120481 UAi, o excentricitate de 0,15, o înclinație de 5,8 ° în raport cu ecliptica.